# Norfolcioconch norfolkensis
Norfolcioconch norfolkensis é uma espécie de gastrópode  da família Charopidae.
É endémica de Ilha Norfolk.